# Круа, Теодоро де
Теодоро де Круа (исп. Teodoro de Croix; 20 июня 1730, Лилль, Франция — 8 апреля 1792, Мадрид) — испанский военный и колониальный чиновник в вице-королевствах Новая Испания и Перу.

## Биография
Теодоро де Круа родился во Франции в замке Прево (фр. Prévoté) недалеко от Лилля. В 17 лет он поступил на службу в испанскую армию, тогда же он был послан в Италию в качестве гренадера королевской гвардии.
В 1750 году он поступил на службу в Валлонскую гвардию, которая традиционно выступала в качестве телохранителей королей Испании. В 1756 году Теодоро де Круа был повышен до лейтенанта, также он был сделан рыцарем Тевтонского ордена. В 1760 году Круа получил звание полковника Валлонской гвардии.

## Новая Испания
В 1766 году он приехал в вице-королевство Новая Испания в качестве капитана охраны своего дяди, нового вице-короля Новой Испании Карлоса Франсиско де Круа. Впоследствии он служил командующим крепости Акапулько, а также инспектора королевских войск в вице-королевстве. После того как его дядя оставил свой пост в 1771 году, он выехал вместе с ним обратно в Испанию.

## Генерал-комендантство Внутренних Провинций
В 1776 году в вице-королевстве Новая Испания было создано Генерал-комендантство Внутренних Провинций для противодействию нападений апачей и команчей и других индейских племён, также колониальные власти опасались вторжения других европейских держав.
16 мая 1776 года испанский король Карлос III утвердил на должности командующего новой административной единицей Теодоро де Круа. В новой должности Теодоро де Круа был относительно независим от центральных властей вице-королевства, но в Нижней Калифорнии он должен был разделить власть с центром.
В должность Круа вступил 1 января 1777 года, он был ответственен за военную защиту и гражданскую колонизацию территорий, а также отношению с индейцами. О своих контактах и делах с индейцами он постоянно докладывал министру по делам индейцев Хосе Гальвесу.
24 октября 1781 года король утвердил разделение Калифорнии на две территории, свой пост Круа оставил Фелипе де Неве

## Вице-король Перу
13 февраля 1783 года Теодоро де Круа был назначен вице-королём Перу и получил звание генерал-лейтенанта.
В Перу он принял меры по децентрализации власти и организовал 9 интенденсий в регионах. На этом посту он построил анатомический амфитеатр в Лиме и начал строительство Ботанического сада в Лиме.
Круа принимал строгие меры по предотвращению проникновения в вице-королевство революционных идей из Франции и США.
Жители Лимы называли его «el Flamenco» (фламандец).
Срок его полномочий закончился в 1790 году, и Круа вернулся в Испанию, где в 1791 году он был назначен полковником королевской стражи и командором Тевтонского ордена.
Теодоро де Круа скончался в Мадриде в 1792 году в возрасте 61 года.